# Dibenzazepina
Dibenzazepina, também conhecido como iminostilbeno, é um composto químico que consiste em dois anéis de benzeno fundidos a um grupo azepina.